# Teatro itinerante

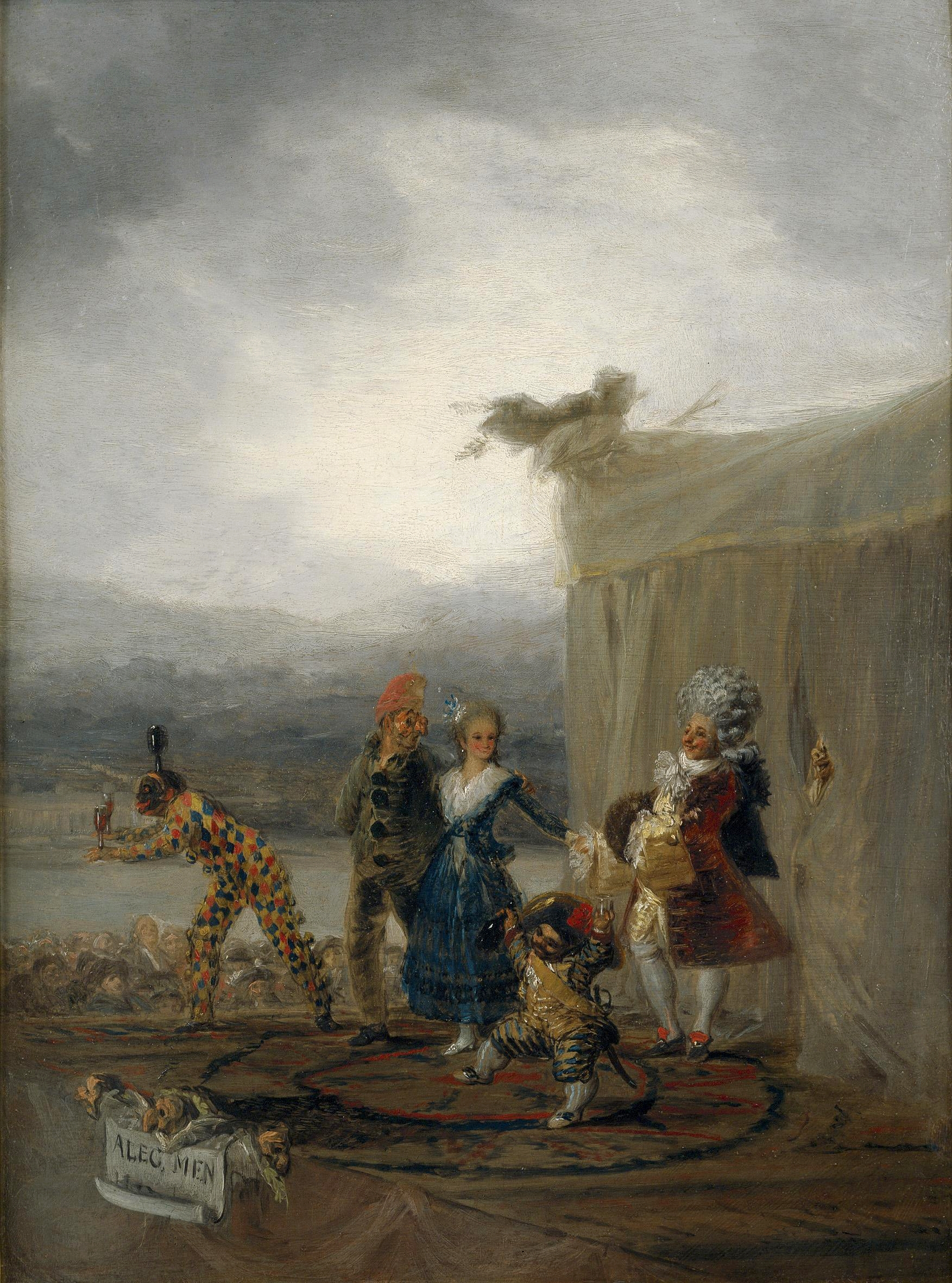
Los cómicos ambulantes, pintados por Francisco de Goya en 1793.

Teatro itinerante, como forma de teatro ambulante, es aquel que recorre en giras periódicas un determinado número de localidades o países.
Dentro de la modalidad del teatro nómada se deben diferenciar dos tipos: el teatro itinerante simple, "de contenido sin continente", y el teatro ambulante de carpa, móvil o portátil, que viaja con la estructura física (o "continente") necesaria para la materialización de su espectáculo. Por lo general, el teatro de carpa es un combinado de distintas variantes, incluidos el circo y la revista musical.

## De Tespis a Navarro de Zuvillaga

### La primera compañía ambulante

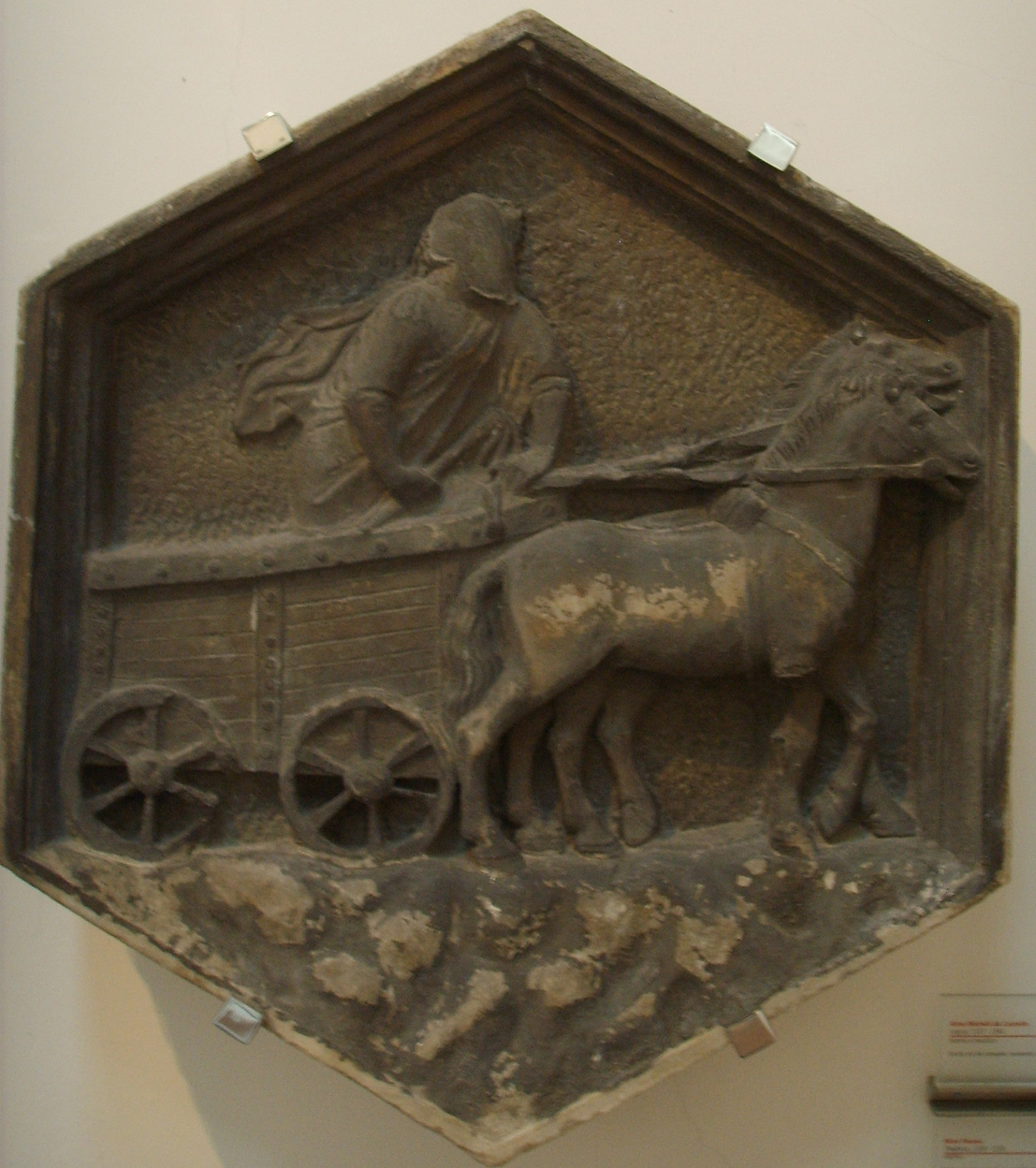
Relieve del Campanario de Giotto, en Florencia, obra de Nino Pisano (hacia 1334-1336), representando a Tespis en su carro ambulante.

En Occidente, el fenómeno del teatro itinerante tiene su raíz (de orden político-cultural) en el relato de la actividad del poeta y cómico en la Grecia del siglo VI a. C. Tespis de Icaria, que tras una fulgurante carrera dramática en las Grandes Dionisiacas atenienses, fue desterrado por el sabio Solón y obligado a recorrer los caminos con un carro, según relata la leyenda.

### Lope de Rueda según Cervantes
El segundo ejemplo notable lo protagonizó la compañía de Lope de Rueda entre 1540 y 1565, en la España de los primeros austrias. La mejor referencia que se conserva la escribió Miguel de Cervantes en el prólogo a sus Ocho comedias y ocho entremeses nunca representados (1615):

"Tratóse también de quién fue el primero que en España las sacó de mantillas, y las puso en toldo y vistió de gala y apariencia; yo, como el más viejo que allí estaba, dije que me acordaba de haber visto representar al gran Lope de Rueda, varón insigne en la representación y en el entendimiento...(/)...En el tiempo deste célebre español, todos los aparatos de un autor de comedias se encerraban en un costal, y se cifraban en cuatro pellicos blancos guarnecidos de guadamecí dorado, y en cuatro barbas y cabelleras y cuatro cayados, poco más o menos. Las comedias eran unos coloquios, como églogas, entre dos o tres pastores y alguna pastora; aderezábanlas y dilatábanlas con dos o tres entremeses, ya de negra, ya de rufián, ya de bobo y ya de vizcaíno: que todas estas cuatro figuras y otras muchas hacía el tal Lope con la mayor excelencia y propiedad que pudiera imaginarse. No había en aquel tiempo tramoyas, ni desafíos de moros y cristianos, a pie ni a caballo; no había figura que saliese o pareciese salir del centro de la tierra por lo hueco del teatro, al cual componían cuatro bancos en cuadro y cuatro o seis tablas encima, con que se levantaba del suelo cuatro palmos; ni menos bajaban del cielo nubes con ángeles o con almas. El adorno del teatro era una manta vieja, tirada con dos cordeles de una parte a otra, que hacía lo que llaman vestuario, detrás de la cual estaban los músicos, cantando sin guitarra algún romance antiguo...(/)...Sucedió a Lope de Rueda, Navarro, natural de Toledo, el cual fue famoso en hacer la figura de un rufián cobarde; éste levantó algún tanto más el adorno de las comedias y mudó el costal de vestidos en cofres y en baúles; sacó la música, que antes cantaba detrás de la manta, al teatro público; quitó las barbas de los farsantes, que hasta entonces ninguno representaba sin barba postiza, y hizo que todos representasen a cureña rasa, si no era los que habían de representar los viejos o otras figuras que pidiesen mudanza de rostro; inventó tramoyas, nubes, truenos y relámpagos, desafíos y batallas, pero esto no llegó al sublime punto en que está agora."
Miguel de Cervantes Saavedra.

### Las compañías de Agustín de Rojas
Otra referencia de oro la dio el dramaturgo y cómico Agustín de Rojas Villandrando, en su obra El viaje entretenido (1603, 1611 y 1624), donde distingue hasta ocho tipos de compañías de teatro ambulante de la época: bululú, ñaque, gangarilla, cambaleo, garnacha, bojiganga, farándula y, finalmente, la compañía, que en su amena prosa dialogada describe así:

"En las compañías hay todo género de gusarapas y baratijas: entrevan cualquiera costura, saben de mucha cortesía; hay gente muy discreta, hombres muy estimados, personas bien nacidas y aun mujeres muy honradas (que donde hay mucho, es fuerza que haya de todo), traen cincuenta comedias, trescientas arrobas de hato, diez y seis personas que representan, treinta que comen, uno que cobra y Dios sabe el que hurta. Unos piden mulas, otros coches, otros literas, otros palafrenes, y ningunos hay que se contenten con carros, porque dicen que tienen malos estómagos. Sobre esto suele haber muchos disgustos. Son sus trabajos excesivos, por ser los estudios tantos, los ensayos tan continuos y los gustos tan diversos, aunque de esto Ríos y Ramírez saben harto, y así es mejor dejarlo en silencio, que a fe que pudiera decir mucho."
Agustín de Rojas Villandrando, El viaje entretenido, Libro I, 1603

### «Compagnia a mattatore»
El «ottocento» italiano desarrolló un modelo de teatro nómada que podría considerarse como digno continuador del espíritu de la «commedia dell'arte». La moda de "estrellas" del escenario propiciada por el romanticismo francés e italiano, produjo un tipo de empresa teatral protagonizada, controlada y dominada por una sola persona: el «mattatore», apelativo que recibió el líder de las así conocidas como «compagnia a mattatore», hombre —o mujer— que acaparaba las tareas y títulos de primer actor, director, empresario y espíritu artístico. El resultado solía ser un teatro de excesos histriónicos hecho a medida de las posibilidades del «mattatore» de turno. 
Así, a lo largo del siglo XIX, se formaron y viajaron las compañías italianas de Adelaida Ristori, Ernesto Rosi, Ermete Novelli, Tommaso Salvini o Ermete Zacconi. Modelo que en Francia, con el título paralelo de compañías de «monstres sacrés», destacó con las de Marie Dorval, Frédérick Lemaître, Jeanne Bartet, Gabrielle Réjane, Lucien Guitry, Mounet-Sully o la famosa Sarah Bernhardt.

### '"La Barraca" y el "Teatro del Pueblo"
"La Barraca" fue un teatro universitario de carácter ambulante creado en 1932 por Federico García Lorca y Eduardo Ugarte. Su nacimiento ocurrió en 1932, al comienzo de la Segunda República y estaba enmarcado dentro del proyecto gubernamental de las Misiones Pedagógicas, con el objetivo de llevar el teatro clásico español a zonas con poca actividad cultural de la península ibérica, llegando a visitar 74 localidades. El repertorio lo componía un total de trece obras de autores clásicos españoles como Cervantes, Tirso de Molina, Calderón de la Barca o Lope de Vega. Dejó de funcionar en 1936 debido al estallido de la Guerra Civil.
En el mismo marco y dentro de los proyectos pedagógicos del gobierno republicano español, aunque bastante menos conocido -y reconocido- fue el trabajo del "Teatro ambulante" o "Teatro del pueblo", coordinado y dirigido por el dramaturgo asturiano Alejandro Casona; teatro itinerante para el que Casona escribió dos pequeñas obras: Sancho Panza en la Ínsula y el Entremés del mancebo que casó con mujer brava, además de adaptar obras clásicas, tanto para adultos como para niños y jóvenes.

### Compañías de repertorio y teatros desmontables
Las compañías teatrales ambulantes o de repertorio pueden considerarse, en España, herederas del espíritu de los cómicos de la legua o de dramaturgos de carreta como Tespis, Lope de Rueda o Rojas Villandrando (es decir: moverse para trabajar y sobrevivir). Contemporáneas de "La Barraca" y el "Teatro del Pueblo", abundaron a lo largo de todo el siglo XX. Recibían tal nombre porque podían poner en escena hasta sesenta obras (la mitad de piezas en tres actos y la otra de piezas de un solo acto). Por lo general, estaban compuestas de dos actrices y cinco actores, muchas veces unidos por lazos familiares (matrimonios, tíos, hijos, etc). Podían viajar, en autobús de línea, en tren, o incluso en carro, con poco equipaje y poca escenografía (telones pintados y remendados, cuatro trajes de época y un surtido de sombreros bien emplumados). El famoso repertorio lo componían comedias, sainetes, dramas románticos o folletinescos y un surtido menudo de poemas en verso y canciones populares.
Visitantes habituales en poblaciones de todos los tamaños, siguiendo circuitos fijos para no entrar en conflicto con otras compañías, las "compañías de repertorio" hacían su negocio especialmente en las ferias y fiestas, bien municipales, bien religiosas, como Corpus Christi, Pascua o Navidad. Tuvieron especial desarrollo en los años de posguerra española.
Las compañías más grandes disponían de teatro o carpas portátiles, más discretas que las de los espectáculos circenses, con los que solían repartir recorridos, eventos e, incluso, descampados donde instalarse durante los días que permanecían en una población. Famosos fueron en España, los teatros portátiles del Teatro Candilejas, el Teatro Benavente, Teatro Lope de Rueda, Teatro Arniches, Teatro Maylui, Teatro portátil de los Hermanos Largo...

### Carpas ambulantes mexicanas
Durante la primera mitad del siglo XX, en México, fueron especialmente populares las carpas, una alternativa cultural sin pretensiones intelectuales, que llevaba a los más pobres un reflejo de lo que sólo podían disfrutar los ricos.
Entre 1930 y 1960, tras la Revolución mexicana los barrios de las grandes capitales y poblaciones importantes, eran periódicamente visitadas por "un camión que descargaba una carpa con piso de tierra y aforo para un centenar o dos de espectadores, sin más camerinos que la parte baja de un entarimado de apenas seis por ocho metros, y un vestuario remendado y empolvado pero con muchas plumas y lentejuelas. Los artistas: cómicos, bailarinas y cantantes, algún ventrílocuo, algún mago o prestidigitador y un grupo de malabaristas".
Solían ofrecer tres pases o tandas (sesiones); en la primera entraba público de todas las edades, incluyendo niños, y presentaban a los artistas menos conocidos o que atraían poco público; en la segunda subía la calidad del espectáculo; y en la tercera, la de la noche, se echaba el resto. De estas humildes carpas populares surgieron cómicos tan conocidos luego, como Cantinflas y su «partenaire», Manuel Medel, o los populares Resortes y Clavillazo.

### El "Teatro Móvil" de Navarro de Zuvillaga
En 1974, el arquitecto, escenógrafo y dramaturgo Javier Navarro de Zuvillaga, obtuvo la Segunda Medalla de Oro en el Salón de la Invención y Técnicas Nuevas de Ginebra, por su "Teatro Móvil", diseñado en 1971.

### Independientes itinerantes
La situación política en los últimos años de la dictadura de Franco, propició uno de los capítulos quizá menos conocidos y más emotivos del teatro español de la segunda mitad del siglo XX. Sus protagonistas fueron un puñado de grupos del teatro independiente que se manifestó con generosidad en España entre 1960 y 1980.
Obligados por la censura (y el hambre, en algunos casos), grupos como Tábano y La Cuadra de Sevilla recorrieron Europa en sucesivas giras, en un contexto físico de auténtico teatro ambulante, donde la picaresca del cómico de la legua había sido sustituida por el diálogo cultural con dos públicos de su misma condición errante: la emigración española y los exiliados.
Uno de los mecenas intelectuales de ese fenómeno de nomadismo teatral casi en el último cuarto del siglo XX, fue el crítico José Monleón Bennacer, que completó sus buenos consejos 'llevando' a los independientes a los festivales internacionales de teatro más vivos de la época (Nancy, Zagrev, en Europa, y Manizales, en Colombia). 
Salvador Távora, líder de "La Cuadra", recordaba la experiencia itinerante en el cuadragésimo aniversario del grupo, con estas palabras: "Le compramos por mil pesetas una furgoneta al grupo Las madres del cordero, que nos serviría de transporte de material, almacén, y hasta para dormir. Con ella llegaríamos hasta Belgrado, donde por cierto ganamos el segundo premio de su certamen de teatro. El primero fue para Peter Brook.

## sigloXXI: La Fura dels Baus (ambulo-itinerantes)
Una de las interesantes propuestas teatrales del grupo La Fura dels Baus fue, en 2004, la transformación de un buque de la marina mercante noruega en un innovador teatro ambulante; según su propia definición, el "Naumon" es una "suma de espectáculos que toman como eje un escenario insólito, un barco, y como consigna el viaje".

### Itinerario navegable
La propuesta del "Naumon" se inició con una tetralogía anfibia; una serie de representaciones en los puertos que visitó el barco, a veces en cubierta (Naumaquias) y otras en la bodega del buque (Matrias), y en ocasiones en la ciudad visitada (Terramaquias).
En el primer viaje (2004), el tema fue el la Creación, y su escenario, el mar Mediterráneo. El segundo viaje [2005), a través del océano Atlántico, tuvo como temática general las Migraciones. En el tercero (2006), a través del océano Pacífico, el hilo argumental fue la Memoria. Y en el cuarto y último viaje de este ciclo (2007), las Divinidades fueron el motivo que cerró la tetralogía (serie de cuatro obras literarias o de otra clase que poseen entre sí una unidad de pensamiento), navegando por el océano Índico.